# Údarás na Gaeltachta
Údarás na Gaeltachta (pron. uːd̪ˠəɾˠaːs nə ˈɡeːl̪ˠt̪ˠəxt̪ˠə, "Autoritat de la Gaeltacht"; abreujat ÚnaG) és una agència estatal regional que s'encarrega del desenvolupament econòmic, social i cultural del territori de parla gaèlic irlandès (Gaeltacht) a la República d'Irlanda. El seu propòsit declarat és enfortir les comunitats Gaeltacht, augmentar la qualitat de vida dels membres de la comunitat i facilitar la preservació i extensió de la llengua irlandesa com a llengua principal de la regió.
Údarás na Gaeltachta té una junta de 12 membres. D'acord amb la Údarás na Gaeltachta Act de 1979, modificada per la Gaeltacht Act de 2012, el ministre d'Estat del Departament d'Arts, Patrimoni i Gaeltacht nomena els membres del Consell per un període no superior a cinc anys, cinc d'ells nominats pels consells de comtat dels comtats que inclouen àrees Gaeltacht.
Fou creada el 1980 després de l'aprovació de la Údarás na Gaeltachta Act el 1979, en substitució de la seva predecessora Gaeltarra Éireann establerta en 1957 per la Gaeltacht Industries Act del mateix any.
Té un paper important en l'atracció d'empreses a les zones Gaeltacht, moltes de les quals estan aïllades i econòmicament desfavorides. Les concessions d'ajudes de la Unió Europea es proporciona sovint a les companyies nadiues. També estan involucrades en la creació de cooperatives i plans d'ocupació per a la comunitat.
El president actual d'Údarás na Gaeltachta és Anna Ní Ghallachair d'Árainn Mhór (Comtat de Donegal).
La seu central d'Údarás està a Na Forbacha (Comtat de Galway), amb oficines regionals a An Daingean (Comtat de Kerry), Baile Mhic Íre (Comtat de Cork), Doirí Beaga, Comtat de Donegal i Béal an Mhuirthead, (Comtat de Mayo).